# World Open (snooker)
O World Open, antigamente conhecido como Grand Prix, LG Cup e Professional Players Tournament, é um torneio de snooker profissional. É um dos grandes torneios que contam para os rankings mundiais de snooker.
Como exceção aos sistemas de disputa padrão, os torneios de 2006 e 2007 foram disputados em sistema de grupos, semelhante aos campeonatos mundiais de futebol e rugby, algo raro em competições de snooker. O tradicional formato eliminatório retornou em 2008, com sorteio ao estilo da Copa da Inglaterra de futebol. O sorteio aleatório foi abandonado após a edição de 2010. Mark Williams, vencedor do torneio em 2018, é o atual campeão.

## Vencedores
| Ano                             | Vencedor                        | Finalista                       | Pontuação                       | Local                           | Época                           |
| Professional Players Tournament | Professional Players Tournament | Professional Players Tournament | Professional Players Tournament | Professional Players Tournament | Professional Players Tournament |
| ------------------------------- | ------------------------------- | ------------------------------- | ------------------------------- | ------------------------------- | ------------------------------- |
| 1982                            | Ray Reardon                     | Jimmy White                     | 10–5                            | Birmingham                      | 1982/83                         |
| 1983                            | Tony Knowles                    | Joe Johnson                     | 9–8                             | Bristol                         | 1983/84                         |
| Grand Prix                      |                                 |                                 |                                 |                                 |                                 |
| 1984                            | Dennis Taylor                   | Cliff Thorburn                  | 10–2                            | Reading                         | 1984/85                         |
| 1985                            | Steve Davis                     | Dennis Taylor                   | 10–9                            | Reading                         | 1985/86                         |
| 1986                            | Jimmy White                     | Rex Williams                    | 10–6                            | Reading                         | 1986/87                         |
| 1987                            | Stephen Hendry                  | Dennis Taylor                   | 10–7                            | Reading                         | 1987/88                         |
| 1988                            | Steve Davis                     | Alex Higgins                    | 10–6                            | Reading                         | 1988/89                         |
| 1989                            | Steve Davis                     | Dean Reynolds                   | 10–0                            | Reading                         | 1989/90                         |
| 1990                            | Stephen Hendry                  | Nigel Bond                      | 10–5                            | Reading                         | 1990/91                         |
| 1991                            | Stephen Hendry                  | Steve Davis                     | 10–6                            | Reading                         | 1991/92                         |
| 1992                            | Jimmy White                     | Ken Doherty                     | 10–9                            | Reading                         | 1992/93                         |
| 1993                            | Peter Ebdon                     | Ken Doherty                     | 9–6                             | Reading                         | 1993/94                         |
| 1994                            | John Higgins                    | Dave Harold                     | 9–6                             | Derby                           | 1994/95                         |
| 1995                            | Stephen Hendry                  | John Higgins                    | 9–5                             | Sunderland                      | 1995/96                         |
| 1996                            | Mark J. Williams                | Euan Henderson                  | 9–5                             | Bournemouth                     | 1996/97                         |
| 1997                            | Dominic Dale                    | John Higgins                    | 9–6                             | Bournemouth                     | 1997/98                         |
| 1998                            | Stephen Lee                     | Marco Fu                        | 9–2                             | Preston                         | 1998/99                         |
| 1999                            | John Higgins                    | Mark J. Williams                | 9–8                             | Preston                         | 1999/00                         |
| 2000                            | Mark J. Williams                | Ronnie O'Sullivan               | 9–5                             | Telford                         | 2000/01                         |
| LG Cup                          |                                 |                                 |                                 |                                 |                                 |
| 2001                            | Stephen Lee                     | Peter Ebdon                     | 9–4                             | Preston                         | 2001/02                         |
| 2002                            | Chris Small                     | Alan McManus                    | 9–5                             | Preston                         | 2002/03                         |
| 2003                            | Mark J. Williams                | John Higgins                    | 9–5                             | Preston                         | 2003/04                         |
| Grand Prix                      |                                 |                                 |                                 |                                 |                                 |
| 2004                            | Ronnie O'Sullivan               | Ian McCulloch                   | 9–5                             | Preston                         | 2004/05                         |
| 2005                            | John Higgins                    | Ronnie O'Sullivan               | 9–2                             | Preston                         | 2005/2006                       |
| 2006                            | Neil Robertson                  | Jamie Cope                      | 9–5                             | Aberdeen                        | 2006/2007                       |
| 2007                            | Marco Fu                        | Ronnie O'Sullivan               | 9–6                             | Aberdeen                        | 2007/2008                       |
| 2008                            | John Higgins                    | Ryan Day                        | 9–7                             | Glasgow                         | 2008/2009                       |
| 2009                            | Neil Robertson                  | Ding Junhui                     | 9–4                             | Glasgow                         | 2009/2010                       |
| World Open                      |                                 |                                 |                                 |                                 |                                 |
| 2010                            | Neil Robertson                  | Ronnie O'Sullivan               | 5–1                             | Glasgow                         | 2010/2011                       |
| Haikou World Open               |                                 |                                 |                                 |                                 |                                 |
| 2012                            | Mark Allen                      | Stephen Lee                     | 10–1                            | Haikou                          | 2011/2012                       |
| 2013                            | Mark Allen                      | Matthew Stevens                 | 10–4                            | Haikou                          | 2012/2013                       |
| 2014                            | Shaun Murphy                    | Mark Selby                      | 10–6                            | Haikou                          | 2013/2014                       |
| World Open                      |                                 |                                 |                                 |                                 |                                 |
| 2016                            | Ali Carter                      | Joe Perry                       | 10–8                            | Yushan                          | 2016/2017                       |
| 2017                            | Ding Junhui                     | Kyren Wilson                    | 10–3                            | Yushan                          | 2017/2018                       |
| 2018                            | Mark Williams                   | David Gilbert                   | 10–9                            | Yushan                          | 2018/2019                       |